# Blair MacKichan
Blair MacKichan es un actor, compositor, productor y cantante de música jazz y pop de nacionalidad británica.

## Carrera
Mackichan comenzó su carrera musical tocando la batería, luego progresó al piano. En 1997 encabezó la banda de The Jack Docherty Show de Channel 5, un programa nocturno de chat grabado en el Whitehall Theatre de Londres. 
Como actor apareció en los anuncios para Oxo durante los años 80 y los años 90, interpretando al hijo de Michael Redfern y Lynda Bellingham.
En 1995 compuso e interpretó su canción más reconocida «Have Fun Go Mad» alcanzando el número 37 en la lista de sencillos de Reino Unido. La canción llegó a formar parte de la banda sonora de la película Las traveduras de Dunston. Tema que se repitió un año más tarde en la comedia Bean, la película del desastre.
Luego en su etapa compositor escribió varios temas para populares cantantes como Will Young, Sia y Lily Allen.
Actualmente vive con su pareja la estilista Anna Richardson, en Hastings, East Sussex.

## Filmografía
Soundtracks
- 2010: Querido John, con el tema This Is the Thing.
- 2006: Love and Other Disasters, con el tema Shame for You.
- 2004: 36 Quai des Orfèvres, con el tema Don't Bring Me Down .
- 1999: Three to Tango, con Sanctuary.
- 1997: Bean, la película del desastre , con Have Fun, Go Mad!.
- 1996: Las traveduras de Dunston, con el tema  Have Fun, Go Mad!.
- 1996: The Daytrippers : "Have Fun Go Mad" .

## Televisión
Banda sonora
- 2000: Beast [Serie de TV]
- 2003-2006: Idol - Jakten på en superstjerne.

Documental
- 2006: The House of Tiny Tearaways with Dr Tanya Byron.
- 2003: Country Cool

## Temas interpretados
- Have Fun, Go Mad!
- I Like the Way You Move
- Shame For You
- Hava Nagila
- Stuck in the Middle
- Here Come's the Hotstepper
- The Submario Marinos

## Composiciones
Para Sia:
- Blow It All Away (2001): Se encuentra en el álbum Healing Is Difficult, que salió al mercado en 2001, aunque no vio la luz en Estados Unidos hasta el verano de 2002. El álbum no tuvo éxito en las listas en el Reino Unido debido a la falta de promoción. El tema volvió a figurar en el álbum Lady Croissant en 2007.
- Don't Bring Me Down (2004):  Figura en el tercer álbum de estudio de la cantante australiana Sia publicado en 2004 llamado Colour the Small One. Fue incluida en la banda sonora de la película 36 Quai des Orfèvres.
- The Greatest (2016): Está incluido en la edición de lujo de su séptimo álbum de estudio, This Is Acting (2016). Alcanzó los cinco primeros en las listas de Australia y el Reino Unido.

Para Lily Allen:
- Shame for You (2007): Producida por MacKichan para el álbum debut de Allen, Alright, Still. Fue lanzado como un doble A-Side single, con "Alfie", en el Reino Unido el 5 de marzo de 2007, como un CD sencillo, 7" vinyl y descarga digital. Mas no se filmó un video musical para la canción.
- Alfie: Cuarto sencillo con un doble A-side, que es Alfie y Shame for you. Cuando Alright, Still fue lanzado, la canción de Alfie se posicionó como número 44 con más descargas en el Reino Unido, y después del sencillo, llegó al número 17.

Para Will Young:
- Your Game: Para el álbum Leave Right Now del 2010.

Para Andy Bell :
- Dream a Little Dream of Me: En 2009, Andy Bell y MacKichan editaron una versión como regalo vía internet para los miembros del club de fanes de Erasure.

Para Paloma Faith:
- Stone Cold Sober (2009): Compuesta y producida por MacKichan, es el sencillo debut de la cantante británica incluido en su álbum debut Do You Want the Truth or Something Beautiful?. Alcanzó el número 17 en el Reino Unido.

Para Blas Cantó:
- In Your Bed (2017): Es el sencillo debut del cantante español incluido en su álbum debut Complicado publicado en 2018. Alcanzó el número 57 en España.[5]